# Einweisermanagement
Unter dem Begriff Einweisermanagement wird in einem Akut- oder Rehakrankenhaus die Etablierung, das Management und das Controlling von Strukturen, Prozessen und Maßnahmen zusammengefasst, die auf die Zusammenarbeit mit niedergelassenen (Fach-)Ärzten ausgerichtet sind, mit dem Ziel, die Patientenströme positiv für das eigene Haus zu beeinflussen.

## Ziele des Einweisermanagements
Zu den Hauptzielen gehört die Beeinflussung der Patientenströme. Um dieses übergeordnete Ziel erreichen zu können, werden folgende Unterziele definiert:
- Verbesserung der allgemeinen Kommunikation
- Verbesserung der patientenbezogenen, medizinischen Kommunikation
- Aufbau/Pflege von persönlichen Kontakten
- Erschaffung einer validen Datenbasis als Controllinginstrument

## Bestandteile des Einweisermanagements
Ein professionell ausgeführtes Einweisermanagement besteht aus folgenden Kernelementen:
- Regelmäßige Markt- und Potenzialanalysen
- Regelmäßige interne, fachabteilungsbezogene Analysen der Leistungszahlen (CMI und Fallzahlen)
- Qualitative Zuweiserbefragungen
- Kommunikationswege für die Zuweiser
- Maßnahmenplanungen
- Projektsteuerung
- Controlling

## Bedeutung innerhalb der Organisationsstruktur
In vielen Krankenhäusern ist das Thema Einweisermanagement auf Grund der inbegriffenen Marketingaktivitäten im Bereich Marketing/Öffentlichkeitsarbeit angesiedelt. Dies muss nicht zwingend der Fall sein. Andere Modelle sind hier durchaus denkbar, vor allem aber da erforderlich, wo es keine Position „Marketing/Öffentlichkeitsarbeit“ gibt.
Ein gut strukturiertes Einweisermanagement kann Erlöse gezielt bewegen. Wenn es, richtig eingesetzt, als Werkzeug zur Unternehmenssteuerung fungieren soll, sollte es auch auf derselben Ebene wie das Medizin-Controlling und das Qualitätsmanagement im Unternehmen verankert sein. Das Einweisermanagement ist als Schnittmenge zwischen den Chefärzten, dem Medizin-Controlling, dem Qualitätsmanagement, der Verwaltung und dem Marketing anzusehen und beinhaltet dadurch eine hohe Komplexität, der durch eine klare Regelung der Verantwortlichkeiten begegnet werden muss.
In Einrichtungen, in denen aus Ressourcen-Gründen keine eigene Position für das Einweisermanagement eingeführt werden kann, kann es auch in einem der anderen genannten Bereiche (vorzugsweise im Marketing) verankert werden. Von hoher Bedeutung ist, dass es an eine feste Person geknüpft ist, die die Hauptverantwortung für das Einweisermanagement innehat und an die Geschäftsführung berichtet.